# 草野哲司
草野哲司（くさのてつし、1978年5月26日 - ）は、ファニーテニスの考案者であり、日本ファニーテニス協会の会長。宮崎県都城市出身。

## 略歴
- 1978年（昭和53年）、熊本県上益城郡矢部町（現・山都町）に生まれる。
- 名前の「哲司」は、身内でもない生まれた病院の医院長先生が付けたという変わった経緯でつけられている。
- 小学校は転校を繰り返し、4つの小学校に通っている。
- 小学生の頃は、地元の軟式野球チームで野球をしていた。ポジションは、お尻が大きいという理由からキャッチャーにさせられたが、これが性に合っていたようでキャッチャー以外はやる気が起こらなかったという。九州大会にも出場している。グローブは長嶋一茂モデル、キャッチャーミットは古田敦也モデルを使っていた。走り込みが嫌いという理由で野球を辞めている。
- 兄の影響で中学時代からソフトテニスを始め、1年生からレギュラー、3年生ではキャプテンを務め、市大会で多数優勝している。
- 高校はソフトテニスの強豪校、宮崎県立都城商業高校[2]にスポーツ推薦で入学。県立高校ということもあり推薦枠が1人だったため、監督が直接家にスカウトに来たという。入学後は県大会優勝などを果たしている。
- 高校卒業後、昼間はハム工場で働き、夜は地元の繁華街でスナックバーを経営。19歳の若いオーナーがいると話題になり経営は順調だったが、「このまま夜の世界に染まったら俺の人生終わる」と店を閉店。
- 地元のタウン誌[3]で見つけた相方とフォークデュオ「ほたる」を結成。ストリートライブを中心に宮崎、熊本で音楽活動を始める。相方に子供ができたことで解散。
- 23歳で上京。派遣会社の紹介で入った会社がブラック企業で、入社1日で退社。その後求人誌で見つけた会社に入るも社長夫婦に騙され全財産を失い、ホームレス生活になる。
- 東京ではストリートライブを中心に音楽活動とお笑いの活動をしていたが、30歳を区切りに東京を離れる。ちなみに、浅井企画お笑いタレントセミナーの1期生。同期は、どぶろっく、Gたかし、ガリベンズ矢野。
- 2015年（平成27年）ファニーテニスを考案し、同年日本ファニーテニス協会[1]を設立、会長に就任した。

## 人物
- 生まれた時の体重が、4,000グラムを超えるビッグベイビーだった。
- 幼少期は明るく、八代亜紀の雨の慕情のマネをして笑わせていた。当時はザ・ドリフターズ、特に志村けんが好きだった。
- 40以上の仕事を経験していることもあり、何でも器用にこなす。
- 座右の銘は「人生ネタ作りコントライフ」
- 隊☆長という愛称は、心救援戦隊イキルンジャー[4]（こころきゅうえんせんたいイキルンジャー）という無料で人生相談をしていた時から使っているニックネーム。
- 父親の影響で物心つく頃からジャズを聴いていたため、今でもジャズをこよなく愛している。
- 10代の頃はヴィジュアル系バンドに憧れ、長髪染髪でGLAYのコピーバンドをしていた。
- 美容師の母親に憧れ、美容師になりたいという夢が一時期あった。
- 知らない人によく話しかけられるといい、ヘッドホンをしいても自転車に乗っていても道を聞かれるという。
- 祖母がハワイ生まれ沖縄育ちということもあり濃い顔をしている。昔知り合いに顔が暑苦しいと言われたことがある。
- カラコンが出始めた頃コンタクトを作りに行くと、眼球が大きいという利用で特注にされたことがある。
- 女性に依存されやすい体質で「あなたを殺して私も死ぬ」と包丁を突き付けられたことがある。
- 本名を2度改名している。
- 栄養失調[5]で3度死にかけたことがある。
- 電気、ガス、水道すべてのライフラインを止められたことが何度もある。
- これまでに宮崎、熊本、神奈川、静岡、東京、岐阜など、巡り巡ってなぜか愛知にたどり着いた。
- 元々右利きだが箸の握り方がおかしいという理由で、大人になってから箸を左手に持ち替えた。ちなみにスプーンやフォークは右手を使う。焼肉を食べるときは右手にトング、左手に箸の二刀流。

## ファニーテニス考案
2015年（平成27年）、ファニーテニスという競技を考案したのは、老若男女問わずスポーツ初心者でもラケット競技をもっと気軽に楽しんでもらいたい。体力が無くなってきた高齢者でも楽しめる、生涯スポーツを作りたいと考えたから。と表向きでは話しているが、これは後乗せであり。本当は「やりたいスポーツがないなら、作った方が早くない？」と、1日で作ったスポーツである。